# Gebroeders van Lymborchfestival
Het Gebroeders van Lymborchfestival is een muziek- en theaterfestival met ridders, narren en andere middeleeuwers in de Nederlandse stad Nijmegen dat in 2005 voor het eerst georganiseerd werd als Gebroeders van Limburg Festival. Het wordt gehouden in het laatste weekend van augustus.
Voor 2019 zou de naam van het evenement Gebroeders van Lymborch Festival worden, echter werd deze editie afgelast. Hiervoor in de plaats moest een Gebroeders van Lymborch Dag komen en het was de bedoeling het festival nog eens in de drie jaar te organiseren. Vanwege de COVID19-pandemie werd ook in 2020 geen festival gehouden. In 2021 werd in september een kleinere tweedaagse editie gehouden die zich concentreerde rond het Valkhof. In 2022 werd het festival wederom op het Valkhof gehouden in een grotere setting. De editie 2023 werd afgelast vanwege financiële problemen bij de organisatie.

## Achtergrond
Het festival laat zich inspireren door de bekende  miniaturen van de gebroeders Van Lymborch. Figuranten beelden het dagelijks leven in het hertogdom Gelre van 1350-1450 uit in de binnenstad van Nijmegen. Een van de hoogtepunten is de 'Blijde Incomste', een historische optocht op zondagmiddag met ruim 700 re-enactors door de binnenstad van Nijmegen. In het Valkhofkwartier herleven de middeleeuwen op beide dagen van het festival met kinderspelen, oude ambachten en ridders. Langs een belevenisroute door de binnenstad kan men op eigen gelegenheid of met een gids wandelend verschillende historische plekken bezoeken. Op zaterdagavond is in het park een vermaaksprogramma. Daarnaast zijn er lezingen en concerten. Het festival is deels gratis, voor een aantal activiteiten worden toegangskaarten verkocht.